# 鈕先銘
鈕 先銘（ちゅう せんめい）は中華民国の軍人・文学者。日中戦争当時、中国軍・教導隊将校として光華門にて日本軍と交戦した。1937年12月13日の南京陥落に際し長江河岸の永清寺に僧侶として匿われた。幕府山に収容された捕虜が殺害された現場を目撃し、戦後に『還俗記』に記して公表した。

## 略歴
- 1912年1月3日生まれ。満州族、江西省九江市出身。
- 日本の陸軍士官学校卒業。
- 1937年の南京戦当時、教導隊桂永清部工兵団営長兼団附。
- 1937年12月13日の南京陥落時、撤退したが部隊はばらばらになり、鈕先銘は揚子江岸付近の永清寺に僧侶として匿われた。南京事件の一つの事件である幕府山に収容された約二万人の捕虜の一部が殺害されたとき、捕虜の足音や重機関銃の音を聞き、後に現場を目撃した。体験記は1971年に『還俗記』として刊行した。『還俗記』の南京事件に関連した部分の邦訳は、『南京事件資料集 2中国関係資料編』(青木書店)pp.238-244 に掲載されている。
- 日本軍占領下の南京を脱出した後、上海を経由して漢口に遁れた。
- その後、国民政府軍事委員会軍令部二処少将処長、日本敗戦後は北平軍調部副参謀長、1949年に台湾警備司令部司令、「駐日軍事代表団」などを歴任。
- 後に中国文化学院教授。
- 1996年7月11日、米国で死去。

## 著作
- 小説『帰去来兮』1956年
- 小説『天涯芳草』1965年
- 自伝『還俗記』1971年、1973年
- 伝記文学『釈迦牟尼新伝－経典文学研究』1976年
- 遺稿集『仏門避難記』南京師範大学出版社、2005年

## 栄典
- 忠勤勲章　1945年10月10日[1]